# Te hacen falta vitaminas
«Te hacen falta vitaminas» es una canción escrita por Gustavo Cerati y Zeta Bosio, grabada por la banda de rock latino Soda Stereo, lanzado el 27 de agosto de 1984. Fue incluida como la tercera canción del primer álbum de estudio “Soda Stereo”.
Los integrantes apostaron fuertemente por «Te hacen falta vitaminas» y «Dietético» en sus primerísimos pasos como grupo musical, ya que ambas canciones tuvieron un video musical.
Puede considerarse su primera canción y una de las más destacadas del grupo musical. Incluida en el primer demo de Soda Stereo, realizado en 1983, junto con las canciones «¿Por qué no puedo ser del Jet-Set?» y «Dietético».
Se interpretó en vivo desde el primer concierto de Soda Stereo en diciembre de 1982; a partir de la Gira Signos se la une con «¿Por qué no puedo ser del Jet-Set?» para formar un medley conocido como «Vita-Set», el cual es tocado hasta 1989, por pedido de Cerati. No la volvieron a tocar ni Soda ni Cerati en su carrera solista, hasta la Gira Me Verás Volver en 2007.
«Te hacen falta vitaminas» logró el puesto 73° de las 100 mejores canciones del rock argentino por Rock.com.ar en 2007.

## Difusión
Como queda dicho, la banda decidió apostar por «Te hacen falta vitaminas» y por «Dietético» para darse a conocer a sus primeros públicos, por lo que son canciones importantes en la historia de Soda: sus primerísimos pasos están ligados a ellas.
Los videoclips de ambas canciones comparten el estilo general. Son videoclips amateurs, de bajo presupuesto y de estilo humorístico, pero de suma importancia en la historia tanto de Soda como del rock en español todo. La mayor parte del de «Dietético» se filmó en la casa de Zeta, mientras que el de «Te hacen falta vitaminas» fue en la presentación de la banda en el programa de televisión Música total.
Un detalle curioso de «Te hacen falta vitaminas» es que cuando la banda se presentó en Música total, hizo un playback bastante jocoso mientras sonaba el tema, y tal como puede verse en el videoclip, Gustavo Cerati hace monerías alrededor del set de filmación. Gustavo en ese momento todavía estaba trabajando para un laboratorio médico, y había mentido para tener ese día libre, pero sus jefes lo vieron en la televisión. Esto le costó a Gustavo su puesto de trabajo. A partir de ahí se dedicaría con más empeño a Soda.

## Letra
La letra es irónica y humorística, como muchas de las de la primera etapa de Soda Stereo, en que navegaba por el movimiento de la música divertida.
Una interpretación de la letra podría ser que es un diálogo del grupo musical con el público, o bien podría ser consigo mismo, sobre decidirse a actuar, a salir, a soltarse, sin esperar que alguien venga a despertarte.
La canción concluye con la frase «¡Te hacen falta vitaminas, minas, minas!», lo que le da un sentido ambiguo, ya que la palabra mina en Argentina es sinónimo de mujer.
Cabe resaltar que el estribillo en el cual la canción tiene su centro, «¡Oye! te hacen falta vitaminas», dio la idea para componer «Mi novia tiene bíceps» (canción del mismo álbum), cuyo estribillo es inverso a aquel. La razón es que el grupo solía escuchar sus canciones en un grabador que podía pasar la cinta en reversa, y de ese modo surgió la canción. El grito de "¡Eyo!", que Zeta Bosio pega al comienzo de la canción alude a esta peculiaridad.

## La música
«Te hacen falta vitaminas» es acaso la canción donde Soda Stereo más se acercan al sonido twistero de las Viuda e Hijas de Roque Enroll, emblemas de la música divertida que hicieron carrera como fieles devotas del sonido de la nueva ola de los '60 pero utilizando las letras picarescas y sexualmente desinhibidas de los '80.
Sobre una base rítmico-musical inspirada en el ska jamaiquino, la canción invita a bailar y saltar, alcanzando su pico en el «¡Oye!...» imperativo del estribillo. La música ha sido gráficamente definida como new wave bailantera.

## Versiones
- Soda Stereo unificó a la canción «Te hacen falta vitaminas» con «¿Por qué no puedo ser del jet-set?» en un medley, denominándolo «Vita-Set», que se transformó en uno de los clásicos de su primera época. La fusión se produce sobre la base de la combinación ReM-DoM-SolM, presente en ambas canciones. Sin embargo, Cerati llegó a odiar «Vita-Set» y el grupo dejó de interpretarla luego de la gira de Doble vida en 1989, aparece en el álbum en vivo Ruido blanco, en el cual figura como canción #8. A pesar de ello, aparece en la recopilación Obras cumbres.
- «Te hacen falta vitaminas» también apareció en el álbum de la gira Me Verás Volver, como el último tema, el que cerraba los conciertos. También fue la última canción que tocó Cerati junto a Bosio y Alberti, pues posteriormente Cerati fallecería siete años más tarde por un infarto causado por el ACV, en 2014.